# Hernar
Hernar ist die nördlichste ganzjährig bewohnte Insel der Kommune Øygarden im norwegischen Fylke Vestland.

## Geografie
Hernar ist die bedeutendste Insel der gleichnamigen Inselgruppe, zu der auch die ebenfalls bebauten Inseln Kyrkjøyna, Lyngøyna, Sulo und Nordøyna sowie eine Vielzahl kleinerer, unbebauter Inseln und Schären zählen. Die Inselgruppe liegt etwa 2,5 Kilometer nördlich der letzten an das Straßennetz angebundenen Insel Hellesøy. Im Westen grenzen die Inseln an den Atlantik, im Osten an den Hjeltefjord. Im Norden befindet sich der Fedjeosen mit der Inselgemeinde Fedje. Die Einfahrt in den Fedjeosen zwischen Hernar und Fedje wird durch den Leuchtturm Hellisøy fyr markiert.
Die Bebauung der Insel konzentriert sich auf den westlichen Teil Hernars, der östliche Teil ist fast unbebaut. Der Hafen der Insel befindet sich im Hernesundet, der im Südwesten zwischen Hernar und der vorgelagerten Insel Kyrkjøyna verläuft. Hier befinden sich auch der ehemalige Laden und die ehemalige Schule der Insel.

## Name
Der Name Hernar taucht bereits in altnordischen Schriften auf und bedeutet vermutlich „eine kopfähnliche Erhebung“. In Schriften aus dem 17. und 18. Jahrhundert wurde die danisierte Form des Namens, Henøen, verwendet, bis man in der Zwischenkriegszeit wieder zum ursprünglichen Namen zurückkehrte. Im lokalen Dialekt wird die Insel Hedna, Edna oder auch Hedlane genannt.

## Geschichte
Hernars sicherer natürlicher Hafen ließ die Insel schon früh an Bedeutung gewinnen. Im Norden Hernars befinden sich zwei eisenzeitliche Bautasteine, die allerdings nicht näher erforscht sind. Die Steine sollen Teil eines Steinkreises aus fünf Steinen gewesen sein, der im 20. Jahrhundert teilweise zerstört wurde. Ein solcher Steinkreis wäre einmalig in Westnorwegen und deutet auf den Sitz einer Gerichtsbarkeit auf Hernar in der Wikingerzeit hin.
Eine Segelanweisung im altisländischen Landnámabók beschreibt verschiedene Reiserouten von Norwegen nach Grönland:

„Af Hernum af Nóregi skal sigla jafnan í vestr til Hvarfs á Grænlandi, ok er þá siglt fyrir norðan Hjaltland, svá at því at eins sé þat, at allgóð sésjóvar sýn, en fyrir sunnan Fareyar, svá at sjór er í miðjum hlíðum, en svá fyrir sunnan Ísland, at þeir hafa af fugl og hval.“

„Von Hernar von Norwegen soll man rechtwest nach Hvarf auf Grönland segeln, und dabei wird so weit nördlich der Shetlands gesegelt, dass diese nur dann gerade noch zu sehen sind, wenn die Sicht sehr gut ist, und so weit südlich der Färöer, dass die See bis zur Mitte der Berge reicht, und so weit südlich von Island, dass man von dort Vögel und Wale bemerkt.“

Es ist umstritten, wo dieses Hernar lag, jedoch können die Lage der Insel auf einer ähnlichen geografischen Breite wie die Südspitze Grönlands, sowie die Bedeutung des Hjeltefjords auf der Reise nach Westen (von hjaltland – Shetland) deuten darauf hin, dass das heutige Hernar gemeint ist.
Im 16. Jahrhundert war Hernar eine der am dichtesten bevölkerten Inseln der Umgebung. Um 1600 wurde das Recht, einen Handelsposten und eine Herberge auf Hernar zu errichten an die Besitzer des Handelspostens in Bøvågen auf Radøy vergeben.
Bis ins späte 20. Jahrhundert existierte eine Schule und eine Herberge auf Hernar, die heute beide geschlossen sind. Nur noch wenige ältere Bewohner leben ganzjährig auf der Insel, während der Großteil der Häuser heute als Ferienhäuser genutzt wird. Eine Bootsverbindung verkehrt täglich zwischen Hernar und Hellesøy.